# Xavier Benguerel i Godó
Pour les articles homonymes, voir Benguerel.
Xavier Benguerel i Godó, né à Barcelone le 9 février 1931 et mort dans cette même ville le 10 août 2017, est un compositeur espagnol, fils de l'écrivain Xavier Benguerel i Llobet. Il est lauréat de la Creu de Sant Jordi en 2014. En 2015, il reçoit le Prix Tomás Luis de Victoria.

## Biographie
Xavier Benguerel est parti vivre à Santiago du Chili puis est revenu à Barcelone en 1954. Il a commencé ses études musicales avec le maestro Cristòfor Taltabull. Benguerel est rapidement entré dans l'orbite de courants aussi novateurs que ceux représentés par des musiciens comme Béla Bartók.
En 1959, il écrit Cantata d'Amic i Amat —qui incorpore des techniques et des procédés sériels—, une pièce qui est programmée pour un festival international en 1960 à Cologne.
La pièce qui l'a le plus fait connaître est cependant le Llibre Vermell, basée sur les chants et les danses du XIVe siècle conservés dans le codex de Montserrat du même nom et qui a été créée au Gran Teatre del Liceu de Barcelone en 1988, avec des exécutions ultérieures dans de nombreuses villes européennes.
En mai 2017, il crée sa dernière œuvre, Le cimetière marin (El cementiri marí), une œuvre symphonique de chambre basée sur l'œuvre de Paul Valéry du même nom. Elle a été créée au  XVIIIe Festival de musique de Tautavel en Roussillon.
Benguerel a traité tous les genres musicaux à sa manière, de la pièce intimiste pour un seul instrument, à l'opéra, la cantate, l'œuvre symphonique ou la musique de chambre. Il dispose également d'une importante discographie.
Le Prix Luigi Dallapicola (1977) et la création à Barcelone de l'opéra Spleen (1984) au Teatre Condal, présenté à l'Opéra de Francfort l'année suivante, sont des jalons importants dans sa carrière. En 1993, il publie le Te Deum.
En 1991, la Generalitat de Catalunya a publié un livre consacré à l'étude de son œuvre écrit par Carles Guinovart et Tomás Marco dans la collection "Compositeurs Catalans".
En 2001, la maison d'édition Idea Books a publié dans sa collection "Estudio Música", un livre écrit par Jesús Rodríguez Picó avec le titre Xavier Benguerel - Obra y estilo.
En 2006, à l'occasion de son 75e anniversaire, un livre a été publié sur son travail et son environnement historique, écrit par Jorge de Persia et parrainé par la SGAE (Société générale des auteurs et éditeurs) intitulé Xavier Benguerel, búsqueda et intuition. Cette année là, ont été donnés divers concerts pour cette occasion.
La collection personnelle de Xavier Benguerel est conservée à la Bibliothèque de Catalogne.

## Distinctions
Xavier Benguerel a reçu
- en 2014, la Creu de Sant Jordi décernée par la Generalitat de Catalunya
- en 2016, le Prix Tomás Luis de Victoria

## Œuvres
- Sonata para violin y piano
- Divertimento para flauta, clarinete y fagot
- Cantata d’amic i amat
- Concierto para dos flautas
- Nocturno de los avisos
- Sinfonia para pequena orquesta
- Concierto para órgano y orquesta
- Arbor
- Concierto para percusión y orquesta
- Spleen
- Versus
- Tempo
- Requiem
- Música para percusión y cuerda
- Dos poemas de Charles Baudelaire
- 7 Faules, La Cigala i la Formiga, El Corb i el Renar, El Llop i l'Anyell, La Gossa i la Seva companya, El Renar i la Cigognya, La Granota que vol fer-se tan grossa com el Bou, El Ileo i el Mosquit, de La Fontaine (1998)
- Llibre vermell
- Te Deum
- Concertante